# PTS-DOS
PTS-DOS (2000-Pro) is een DOS-besturingssysteem ontwikkeld door Paragon Software waarvan de eerste versie in 1993 op de markt kwam.

## Componenten
Het systeem bevat een DOS-verkenner die ondersteuning biedt aan FAT32 en cd-rom. Andere basiscomponenten zijn de partitiemanager om een harde schijf te kunnen indelen en de DOS Drive Backup om een image te maken van je bestaande harde schijf.
Andere beschikbare pakketten:
- Interne BootManager
- Herpartitionering harde schijf
- DATACOMP: Dynamische datacompressie
- LotLan: Lokaal Netwerken
- Broncode

## Systeemeisen
- Intel 80286 CPU
- 512kb RAM